# Шапел Сен Флоран
Шапел Сен Флоран (фр. Chapelle-Saint-Florent) насеље је и општина у западној Француској у региону Лоара, у департману Мен и Лоара која припада префектури Шоле.
По подацима из 2011. године у општини је живело 1333 становника, а густина насељености је износила 84,15 становника/km². Општина се простире на површини од 15,84 km². Налази се на средњој надморској висини од 88 метара (максималној 102 m, а минималној 7 m).

## Демографија
| 1962. | 1968. | 1975. | 1982. | 1990. | 1999. | 2011. |
| ----- | ----- | ----- | ----- | ----- | ----- | ----- |
| 1.131 | 1.135 | 1.179 | 1.186 | 1.186 | 1.064 | 1.333 |

График промене броја становника у току последњих година